# 和歌山県中学校の廃校一覧
和歌山県中学校の廃校一覧（わかやまけんちゅうがっこうのはいこういちらん）は、和歌山県内の廃校になった中学校の一覧。対象となるのは、学制改革（1947年）以降に廃校となった中学校、および分校である。校名は廃校当時のもの。廃校時に中学校が所在した自治体がその後合併により消滅している場合は、現行の自治体に含める。また現在休校中の県内の中学校（分校）も、その多くは実質上、廃校と同じ状態にあるため参考として記載する。
（）内は、廃校になった年（休校の場合は、その措置が取られた年）である。

## 都市部

### 和歌山市
- 和歌山市立安原中学校（1960年統合により和歌山市立東中学校へ）[1]
- 和歌山市立岡崎中学校（同上）[1]
- 和歌山市立山東中学校（同上）[1]
- 和歌山市立東山東中学校（同上）[1]
- 和歌山市立河南中学校（1980年小倉中と統合し和歌山市立高積中学校へ）[2]
- 和歌山市立小倉中学校（1980年河南中と統合し高積中へ）[2]
- 和歌山市立伏虎中学校（2017年雄湊小、城北小、本町小と統合し和歌山市立伏虎義務教育学校へ）[3]

### 海南市
- 海南市立野上中学校（1970年北野上中と統合し海南市立東海南中学校へ）[4]
- 海南市立北野上中学校（1970年野上中と統合し東海南中へ）[4]
- 海南市立第一中学校（2011年第二中と統合し海南市立海南中学校へ）[5]
- 海南市立第二中学校（2011年第一中と統合し海南中へ）[5]
- 下津町立下津第三中学校（1963年）

### 橋本市
- 橋本市立隅田中学校彦谷分校（1986年休校）[6]
- 橋本市立山田中学校〈旧〉（1955年岸上中と統合し、山田中〈のち：西部中〉へ）[7]
- 橋本市立岸上中学校（1955年山田中〈旧〉と統合し、山田中〈のち：西部中〉へ）[7]
- 橋本市立紀見中学校（1958年橋本中へ統合）[7]
- 橋本市立橋本中学校（2016年統合により橋本市立橋本中央中学校へ）[8]
- 橋本市立学文路中学校（同上）[8]
- 橋本市立西部中学校（同上）[8]
- 隅田村立隅田中学校〈旧〉（1949年恋野中と統合し橋本市立隅田中学校〈当時：隅田村・恋野村学校組合立〉へ）[6]
- 恋野村立恋野中学校（1949年隅田中〈旧〉と統合し隅田中〈新〉へ）[6]

### 有田市
- 有田市立初島中学校（2022年箕島中へ統合）[9]
- 有田市立箕島中学校（2024年統合により有田市立有和中学校へ）[10]
- 有田市立保田中学校（同上）[10]
- 有田市立文成中学校（同上）[10]

### 田辺市
- 田辺市立西部中学校〈初代〉（1948年芳養中と統合し西部中〈2代目〉へ）[11]
- 田辺市立芳養中学校（1948年西部中〈初代〉と統合し西部中〈2代目〉へ）[11]
- 田辺市立西部中学校〈2代目〉（1949年中部中の一部と統合し田辺市立明洋中学校へ）[11]
- 田辺市立東部中学校（1949年中部中の一部と統合し田辺市立東陽中学校へ）[12]
- 田辺市立中部中学校（1949年明洋中[11]と東陽中[12]へ分割）
- 田辺市立龍神中学校〈旧〉（2009年統合により田辺市立龍神中学校〈新〉へ）[13]
- 田辺市立下山路中学校（同上）[13]
- 田辺市立虎東中学校（同上）[13]
- 田辺市立本宮中学校〈初代〉（2012年三里中と統合し田辺市立本宮中学校〈2代目〉へ）[14]
- 田辺市立三里中学校（2012年本宮中〈初代〉と統合し本宮中〈2代目〉へ）[14]
- 田辺市立長野中学校（2014年休校、2015年田辺市立衣笠中学校へ統合[15]）
- 龍神村立上山路中学校丹生ノ川分校（1971年）[13]
- 龍神村立龍神中学校大熊分校（1981年）[13]
- 龍神村立上山路中学校（1981年中山路中と統合し虎東中へ）[13]
- 龍神村立中山路中学校（1981年上山路中と統合し虎東中へ）[13]
- 中辺路町立栗栖川中学校（1969年二川中と統合し田辺市立中辺路中学校〈当時：中辺路町立〉へ）[16]
- 中辺路町立二川中学校（1969年栗栖川中と統合し中辺路中へ）[16]
- 中辺路町立中辺路中学校兵生分校（1974年）[注釈 1]
- 大塔村立鮎川中学校（1993年統合により田辺市立大塔中学校〈当時：大塔村立〉へ）[17]
- 大塔村立三川中学校（同上）[17]
- 大塔村立富里中学校（同上）[17]
- 本宮町立四村川中学校（1999年本宮中〈初代〉へ統合）[18]
- 本宮町立請川中学校（同上）[18]

### 新宮市
- 熊野川町立九重中学校（1972年統合により新宮市立熊野川中学校〈当時：熊野川町立〉へ）[19]
- 熊野川町立宮相中学校（同上）[19]
- 熊野川町立三津ノ中学校（同上）[19]
- 熊野川町立敷屋中学校（同上）[19]
- 熊野川町立九重中学校玉置口分校（1972年）
- 熊野川町立小口中学校（1982年）

### 紀の川市
- 紀の川市立鞆渕中学校（2023年休校、在校生は紀の川市立荒川中学校へ通学）[20]
- 打田町立田中中学校（1961年池田中と統合し紀の川市立打田中学校〈当時：打田町立〉へ）[注釈 2]
- 打田町立池田中学校（1961年田中中と統合し打田中へ）
- 桃山町立細野中学校（1971年桃山中へ統合）
- 桃山町立桃山中学校（2005年休校、荒川中へ編入[21]、2019年廃校[22]）
- 那賀町立応神中学校（1965年麻生津中と統合し紀の川市立那賀中学校〈当時：那賀町立〉へ）[23]
- 那賀町立麻生津中学校（1965年応神中と統合し那賀中へ）[23]

## 郡部

### 海草郡
- 野上町立東野上中学校（1958年統合により紀美野町立野上中学校〈当時：野上町立〉へ）[24]
- 野上町立小川中学校（同上）[24]
- 美里町立神野中学校（1983年不動中と統合し紀美野町立美里中学校〈当時：美里町立〉へ）[25]
- 美里町立不動中学校（1983年神野中と統合し美里中へ）[25]
- 美里町立国吉中学校（1985年美里中へ統合）[25]
- 紀美野町立長谷毛原中学校（2017年休校）[26]

### 伊都郡
- かつらぎ町立笠田中学校〈旧〉（1961年統合によりかつらぎ町立笠田中学校〈新〉笠田校舎となり、1963年完全統合）[27]
- かつらぎ町立見好中学校（1961年笠田中見好校舎となり、1963年廃止）[27]
- かつらぎ町立四郷中学校（1961年笠田中四郷校舎となり、1964年廃止）[27]
- かつらぎ町立天野中学校（1961年笠田中天野校舎となり、1965年廃止）[27]
- 妙寺町立妙寺中学校〈旧〉（1951年1月1日大谷中と統合しかつらぎ町立妙寺中学校〈当時：妙寺町・大谷村学校組合立〉へ）[28]
- 大谷村立大谷中学校（1951年1月1日妙寺中〈旧〉と統合し妙寺中〈新〉へ））[28]
- 花園村立花園中学校有畝分校（1981年）[29]
- 高野町立高野山中学校湯川分校（1967年）[注釈 3]
- 高野町立高野山中学校相ノ浦分校（1967年）
- 高野町立高野山中学校杖ヶ藪分校（1967年）[30]
- 高野町立高野山中学校花坂分校（1970年）
- 高野町立高野山中学校大滝分校（1972年）
- 高野町立富貴中学校筒香分校（1990年休校、1997年廃校[22]）
- 高野町立富貴中学校（2019年休校）[31]

### 有田郡
- 湯浅町立湯浅中学校〈旧〉（1961年田栖川中と統合し湯浅町立湯浅中学校〈新〉へ）[32][注釈 4]
- 湯浅町立田栖川中学校（1961年湯浅中〈旧〉と統合し湯浅中〈新〉へ）[32]
- 有田川町立安諦中学校（2011年休校、2017年廃校[22]）
- 有田川町立白馬中学校（2018年休校、生徒は有田川町立八幡中学校へ編入[33]、2020年廃校[22]）
- 金屋町立鳥屋城中学校（1977年統合により有田川町立金屋中学校〈当時：金屋町立〉へ）[34]
- 金屋町立五西月中学校（同上）[34]
- 金屋町立五西月中学校本堂分校（1977年）
- 金屋町清水町組合立岩倉中学校（1977年金屋中[34]と白馬中[35]へ分割）
- 金屋町立石垣中学校宇井苔分校（1986年休校、1991年廃校）[注釈 5]
- 清水町立八幡中学校室川分校（1960年安諦中へ統合）[36]
- 清水町立五郷中学校（1977年統合により白馬中へ）[35]
- 清水町立城山中学校（同上）[35]
- 清水町立八幡中学校楠本分校（同上）[35]
- 清水町立八幡中学校下湯川分校（1979年）[36]
- 吉備町立御霊中学校（1967年）

### 日高郡
- 由良町立由良港中学校（2009年統合により由良町立由良中学校へ）[37]
- 由良町立白崎中学校（同上）[37]
- 由良町立衣奈中学校（同上）[37]
- 印南町立真妻中学校（1999年切目川中と統合し印南町立清流中学校へ）[38]
- 印南町立切目川中学校（1999年真妻中と統合し清流中へ）[38]
- みなべ町立高城中学校〈旧〉（2014年清川中と統合しみなべ町立高城中学校〈新〉へ）[39]
- みなべ町立清川中学校（2014年高城中〈旧〉と統合し高城中〈新〉へ）[39]
- 南部町立南部中学校〈旧〉（1961年岩代中と統合しみなべ町立南部中学校〈当時：南部町立〉へ）[40]
- 南部町立岩代中学校（1961年南部中〈旧〉と統合し南部中〈新〉へ）[40]
- 美山村立川上第一中学校上初湯川分校（1962年）
- 美山村立川上第一中学校（2004年統合により日高川町立美山中学校〈当時：美山村立〉へ）[22]
- 美山村立愛徳中学校（同上）[22]
- 美山村立寒川中学校（同上）[22]
- 中津村立川中中学校（2005年船着中と統合し日高川町立中津中学校〈当時：中津村立〉へ）[22]
- 中津村立船着中学校（2005年川中中と統合し中津中へ）[22]

### 西牟婁郡
- 白浜町立川添中学校（2007年白浜町立三舞中学校へ統合）[41]
- 上富田町立朝来中学校（1964年統合により上富田町立上富田中学校へ）[42]
- 上富田町立生馬中学校（同上）[42]
- 上富田町立岩田中学校（同上）[42]
- 上富田町立市ノ瀬中学校（同上）[42]
- すさみ町立佐本中学校（2009年すさみ町立周参見中学校へ統合）[43]
- すさみ町立江住中学校（2017年）[44]

### 東牟婁郡
- 那智勝浦町立下里中学校〈旧〉（2000年太田中と統合し那智勝浦町立下里中学校〈新〉へ）[45]
- 那智勝浦町立太田中学校（2000年下里中〈旧〉と統合し下里中〈新〉へ）[45]
- 古座川町立小川中学校大桑分校（1960年）
- 古座川町立小川中学校宇筒井分校（1960年）
- 古座川町立小川中学校田川分校（1970年）[46]
- 古座川町立古座中学校樫山分校（1968年休校、1988年廃校）[注釈 6]
- 古座川町立小川中学校（1985年休校、生徒は古座川町立明神中学校へ通学[47]、2002年7月1日廃校[22]）
- 古座川町立三尾川中学校（1991年休校、生徒は明神中へ通学[47]、2005年廃校[22]）
- 古座川町立七川中学校（2001年休校、生徒は明神中へ通学[47]、2005年廃校[22]）
- 串本町立和深第三中学校（1961年）
- 串本町立和深中学校（2006年統合により串本町立串本西中学校へ）[48]
- 串本町立田並中学校（同上）[48]
- 串本町立有田中学校（同上）[48]
- 串本町立大島中学校（2019年串本町立串本中学校へ統合）[49]